# Franziska Brandmeier
Franziska Brandmeier (* 1993) ist eine deutsche Schauspielerin.

## Leben
Franziska Brandmeier erhielt als Kind Ballettunterricht und entwickelte mit 14 Jahren Interesse am Schauspiel. 2009 spielte sie ihre erste Fernsehrolle in einer Folge der Serie Die Pfefferkörner. Seit ihrem Kameradebüt hat Brandmeier in einer Vielzahl von Kinoproduktionen, Filmen und Serien mitgespielt.
Von 2010 bis 2014 besuchte Brandmeier die Hamburger Schauspielschule New Talent. 2013 machte sie ihr Abitur an der Sachsenwaldschule Gymnasium Reinbek. Nach der Schule studierte sie Kommunikations- und Kulturmanagement an der Zeppelin Universität in Friedrichshafen am Bodensee, wo sie u. a. eine Schauspielgruppe namens Drama Society mitgründete.
2015 spielte Franziska Brandmeier die Tochter von Sylvie Testud in dem Thriller Mörderische Stille. Der Spielfilm Am Tag die Sterne, in dem sie die weibliche Hauptrolle spielte, gewann 2017 den Up and Coming Nachwuchspreis in Hannover. 2018 drehte sie das internationale Kinoprojekt Six Minutes to Midnight, unter anderem mit Judi Dench. 2019 absolvierte Brandmeier ihren Master of Arts am College für bildende Kunst Goldsmiths, University of London.

## Filmografie
- 2009: Die Pfefferkörner (Fernsehserie, Folge Gemobbt)
- 2010: Die Kinder von Blankenese
- 2010: Notruf Hafenkante (Fernsehserie, Folge Grabräuber)
- 2011: Abgebrannt (Kino)
- 2013: Für Lotte (Kurzfilm)
- 2013: Notruf Hafenkante (Fernsehserie, Folge Party-Crasher)
- 2013: Arnes Nachlass
- 2013: Schimanski – Loverboy (Fernsehreihe)
- 2014: Bis zum Ende der Welt
- 2014: Kripo Holstein – Mord und Meer (Fernsehserie, Folge Ruhe sanft)
- 2014: Katie Fforde – Martha tanzt (Fernsehreihe)
- 2015: Die Chefin (Fernsehserie, Folge Liebe)
- 2015: Familie verpflichtet
- 2015: SOKO Leipzig (Fernsehserie, Folge Der dunkle Feind)
- 2016: In aller Freundschaft – Die jungen Ärzte (Fernsehserie, Folge Auf den zweiten Blick)
- 2016: Mörderische Stille
- 2016: Tatort – Borowski und das verlorene Mädchen (Fernsehreihe)
- 2016: SOKO Wismar (Fernsehserie, Folge Der Legionär)
- 2017: Marie Brand und das ewige Wettrennen (Fernsehreihe)
- 2017: Heldt (Fernsehserie, Folge Cybermobbing)
- 2017: Großstadtrevier (Fernsehserie, Folge Oma Helmut)
- 2017: SOKO Köln (Fernsehserie, Folge Von fremder Hand)
- 2017: SOKO München (Fernsehserie, Folge Licht und Schatten)
- 2017: Am Tag die Sterne
- 2018: In Wahrheit: Jette ist tot
- 2018: Parfum (Fernsehserie, 6 Folgen)
- 2018: Die Pfefferkörner (Fernsehserie, Folge Die Aal-Mafia)
- 2019: Der Alte (Fernsehserie, Folge Schuld und Sühne)
- 2019: Bettys Diagnose (Fernsehserie, Folge Ihr schönster Tag)
- 2020: Curveball – Wir machen die Wahrheit
- 2020: Six Minutes to Midnight
- 2021: Ein Hauch von Amerika (Fernsehserie, 6 Folgen)
- 2022: The Darker the Lake
- 2023: Intimate (Fernsehserie, 3 Folgen)
- 2024: In aller Freundschaft – Die jungen Ärzte (Fernsehserie, Folge Selbstbestimmung)
- 2024: Tatort: Es grünt so grün, wenn Frankfurts Berge blüh’n (Fernsehreihe)
- 2024: Der Dänemark-Krimi: Das Mädchen im Kirchturm (Fernsehreihe)